# 邵婷婷
邵婷婷（1985年2月9日—），湖北黄石人，中国女子篮球运动员，曾随中国国家队参加2008年夏季奥林匹克运动会女子篮球比赛，最终获得第四名。